# دوک اسپولتو

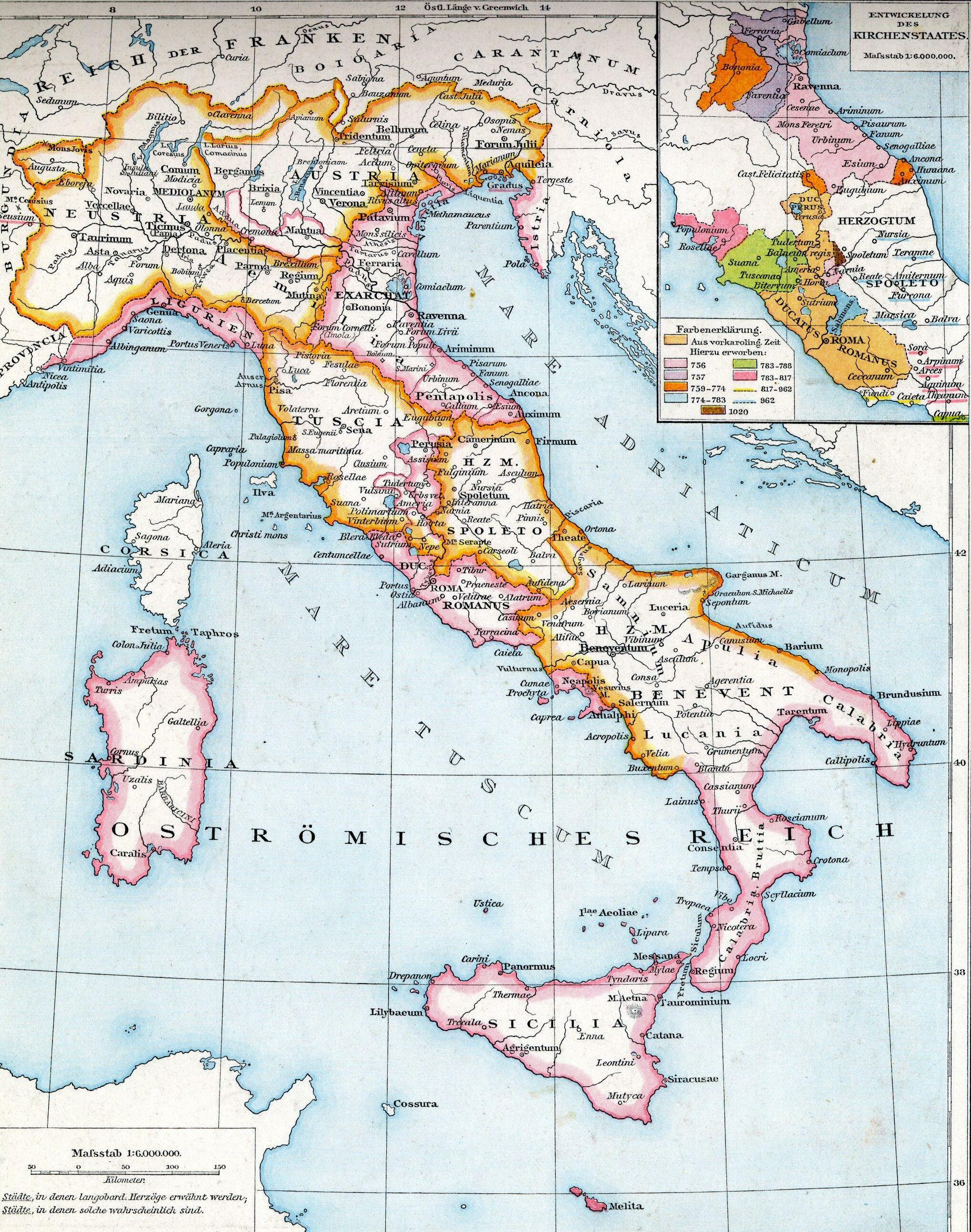
ایتالیا در دوره لومبارد

دوک اسپولتو حاکمانی بودند که بر اسپولتو و بیشتر ایتالیای مرکزی، خارج از ایالات پاپی در قرون اولیه و میانه (c. ۵۰۰ – ۱۳۰۰) حکومت می‌کردند. نخستین دوکها توسط پادشاه لومبارد منصوب شدند و دارای استقلال عمل بودند.